# American Madness
American Madness és una pel·lícula nord-americana de 1932 dirigida per Frank Capra. L'actor protagonista Walter Huston, fa el paper d'un banquer de Nova York embolicat en un escàndol. Capra repetiria l'escena de “pànic al banc” en el seu clàssic de 1946 Que bonic que és viure!.

## Argument
En l'era de la Gran Depressió, la junta directiva del banc Thomas Dickson vol que Dickson (Walter Huston) es fusioni amb el New York Trust i dimiteixi. Ell s'hi nega. Una nit, roben 100.000 dòlars del banc de Dickson. El sospitós és Matt Brown (Pat O'Brien), un exconvicte a qui Dickson va contractar com a cap de caixers. Brown, totalment lleial a Dickson, es nega a dir on va estar aquesta nit. Realment té dos testimonis per a la seva coartada, la Senyora Dickson (Kay Johnson) i el seu company de treball Cyril Cluett (Gavin Gordon), però Brown no vol que Dickson descobreixi que la seva dona estava en una cita romàntica amb Cluett. Cluett té un deute de joc de 50.000 dòlars. Ell és el veritable responsable del robatori, però deixa que Brown sembli culpable. La notícia del robatori fa que la gent tregui els seus diners del banc, però els amics de Dickson acudeixen en la seva ajuda ingressant diners i el banc se salva.

## Repartiment
- Walter Huston - Thomas Dickson
- Pat O'Brien - Matt Brown
- Kay Johnson – Sra. Phyllis Dickson
- Constance Cummings - Helen
- Gavin Gordon - Cyril Cluett
- Arthur Hoyt - Ives
- Robert Emmett O'Connor - Inspector de policia
- Robert Ellis - Dubti Finlay
- Jeanne Sorel - Secretària de Cluett
- Walter Walker - Schultz
- Berton Churchill - O'Brien
- Edward Martindel - Ames
- Sterling Holloway - Oscar (no apareix en els crèdits)

## Producció
American Madness fou la primera d'una sèrie de col·laboracions llegendàries entre Capra i Robert Riskin. Va ser també el primer guió original de Riskin. La pel·lícula conté un zoom, que destaca pel seu ús d'un nou objectiu Cooke-Varo de tres lents.